# Maygayraba
Maygayraba är en bergstopp i Djibouti.   Den ligger i regionen Obock, i den nordöstra delen av landet, 100 km norr om huvudstaden Djibouti. Toppen på Maygayraba är 700 meter över havet, eller 270 meter över den omgivande terrängen. Bredden vid basen är 9,0 km.
Terrängen runt Maygayraba är kuperad åt nordost, men åt sydväst är den platt. Runt Maygayraba är det mycket glesbefolkat, med 6 invånare per kvadratkilometer. Närmaste större samhälle är Alaïli Ḏaḏḏa‘, 8,8 km söder om Maygayraba. Trakten runt Maygayraba är ofruktbar med lite eller ingen växtlighet.